# La canzone va a teatro
La canzone va a teatro è un album di Luca Bonaffini pubblicato nel 2004 dall'etichetta discografica Nota Music.

## Descrizione
Il disco è il primo e unico album dal vivo realizzato da Luca Bonaffini, tratto da uno spettacolo di teatro canzone diretto da Flavio Oreglio e i cui monologhi sono stati interamente scritti e recitati dallo stesso Bonaffini. Uscito per l'etichetta minore Nota Music, segna il passaggio definitivo alla canzone destinata al cosiddetto mercato teatrale. 
Realizzato da Bonaffini in collaborazione con i musicisti Massimo Tuzza e Alessandro Simonetto, qui anche in veste di arrangiatore e produttore artistico, l'album contiene 13 tracce edite tra cui una versione per pianoforte, voce, armonica a bocca e percussioni di Chiama piano, originalmente interpretata da Pierangelo Bertoli e Fabio Concato, e una versione in stile tango de La letteratura, scritta con Flavio Oreglio nel 2003, già colonna sonora del Festivaletteratura di Mantova del 2004.
L'album è stato pubblicato in CD nel marzo 2004 in occasione del Mantova Musica Festival, che alla sua prima edizione nacque come Controfestival del Sanremo di Tony Renis. Proprio grazie allo spettacolo e al CD omonimo, l'anno successivo l'artista mantovano viene scelto tra i finalisti del Premio Giorgio Gaber Festival del Teatro Canzone.

## Tracce
1. Generazioni – 5:03
2. Il locale di Bill – 3:24
3. E così nasce una canzone – 5:04
4. Fate morgane – 4:08
5. L'oasi dei nannufari – 3:37
6. Meglio della magia – 4:08
7. Astrologia – 5:59
8. La letteratura – 5:22
9. Chiama piano – 4:57
10. La prima pioggia – 3:37
11. Non di sabato – 4:01
12. Scialle di pavone – 5:18
13. Treni – 5:09

## Musicisti
- Luca Bonaffini - voce, chitarra
- Massimo Tuzza - percussioni, Batteria, rumori
- Alessandro Simonetto